# 比拉河 (卢汉河支流)
比拉河（烏克蘭語：Біла），是烏克蘭的河流，位於該國東部，屬於盧漢河的右支流，流經盧甘斯克州，河道全長88公里，該河流集水區面積755平方公里。